# Karel Kosík
Karel Kosík (Praga, 26 giugno 1926 – Praga, 21 febbraio 2003) è stato un filosofo ceco.
Il suo testo più noto è Dialettica del concreto.

## Biografia
Karel Kosík nacque il 26 giugno 1926 a Praga. Dal 1 settembre del 1943, sino al suo arresto da parte della Gestapo il 17 novembre 1944, fu membro del gruppo comunista di resistenza antinazista Předvoj e caporedattore del giornale Boj mladých. Dopo la sua cattura, venne accusato di alto tradimento e sottoposto più volte ad interrogatorio; dal 30 gennaio al 5 maggio del 1945 fu imprigionato al campo di concentramento di Theresienstadt. Fra il 1945 e il 1946 Kosik studiò filosofia e sociologia alla Università Carolina di Praga dove si laureò nel 1950. Nel frattempo, fra il 1947 e il 1949 suguì dei corsi anche presso le università di Leningrado e di Mosca in Unione Sovietica. In questi anni incontrò quella che sarebbe stata la sua futura moglie Růžena Grebeníčková con la quale ebbe tre figli (Antonín Kosík, Irena Kosíková e Štěpán Kosík). 
Nel 1963 pubblicò la sua opera più nota e di maggior importanza Dialettica del concreto, nella quale cercava di rielaborare le classiche categorie della filosofia marxista alla luce della tradizione fenomenologica. Sarà questo testo a renderlo celebre e a conferirgli un ruolo di primo piano nell'ambito del cosiddetto marxismo umanista. Più tardi, durante la Primavera di Praga del 1968, Kosík divenne una delle principali voci a favore di un nuovo socialismo democratico. Fu il suo impegno politico a determinarne il licenziamento dall'università nel 1970, a seguito della repressione seguita agli eventi del 1968. Rimase disoccupato fino al 1990, quando ritornò presente nel dibattito politico fino al 21 febbraio 2003, data della sua morte.

## Opere

### In ceco
- Česká radikální demokracie, Praha 1958
- Dialektika konkrétního, Praha 1963, 1965, 1966
- Dialectic of the Concrete Totality, Telos 2, New York, Telos Press 1968.
- Moral und Gesellschaft, Frankfurt am Mein 1968, 1970
- Století Markéty Samsové, 1993, 1995
- Jinoch a smrt, Praha 1995
- Předpotopní úvahy, Praha 1997
- Poslední eseje, Praha 2004

### In italiano
- Dialettica del concreto, Milano, Bompiani, 1965.
- La nostra crisi attuale, Roma, Editori Riuniti, 1969.
- Un filosofo in tempi di farsa e di tragedia: saggi di pensiero critico 1964-2000, Milano, Mimesis 2013.
- Dialettica del concreto: studio sulla problematica dell'uomo e del mondo , Milano, Mimesis, 2014.

| Controllo di autorità | VIAF (EN) 99930830 · ISNI (EN) 0000 0001 1777 1248 · Europeana agent/base/146161 · LCCN (EN) n92086159 · GND (DE) 124134440 · BNE (ES) XX934125 (data) · BNF (FR) cb11909999d (data) · J9U (EN, HE) 987007273270105171 · NSK (HR) 000060430 · NDL (EN, JA) 00446171 · CONOR.SI (SL) 39312227 |